# X milenio a. C.

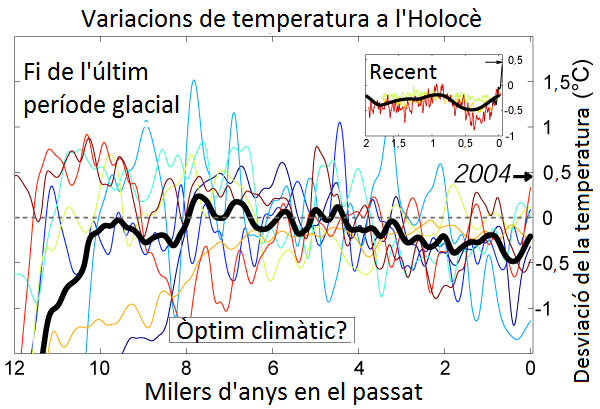
Variación de las temperaturas a lo largo de los últimos doce mil años, incluyendo el óptimo climático del Holoceno.

El X milenio a. C. comenzó el 1 de enero del 10 000 a. C. y terminó el 31 de diciembre del 9001 a. C.
El X milenio a. C. vio los comienzos de la agricultura en Próximo Oriente. En esta región, las poblaciones se sedentarizaron y aparecen algunos hogares de domesticación agrícola. En muchas otras regiones del mundo donde la agricultura comienza más tarde, este periodo forma parte del Mesolítico.

## Contexto
El X milenio a. C. empieza al final del periodo Paleolítico superior (entre el 50 000 a. C./40 000 a. C. y el 8000 a. C. o entre el 30 000 a. C. y el 10 000 a. C.).
- XI milenio a. C.
- X milenio a. C.
- IX milenio a. C.

## Eras anteriores
- Pleistoceno (entre 2,6 millones y 10 000 a. C.[4] o 2,6 millones y 9700 a. C.[5])
- Paleolítico Inferior (entre los 2,5 millones de años y el 250 000 a. C.[3] o entre los 2,6 millones de años y 250 000-200 000 a. C.[2])
- Paleolítico Medio (entre el 250 000 y el 30 000 a. C.[3][2])
- Paleolítico Superior (entre el año 30 000 y el 10 000 a. C.[3] o entre 50 000/40 000 y el 8000 a. C.[2])
- X milenio a. C. (comienza el Mesolítico[6] y el Epipaleolítico, primera parte del Holoceno).

## Acontecimientos globales
- Comienzo del Holoceno (el período desde aproximadamente 9700 a. C. hasta el presente),[7] era geológica que sucede al Dryas Reciente[8] y al Pleistoceno Superior.[9] Recalentamiento Alleröd.
- El deshielo de los glaciares provoca una elevación del nivel del mar. (Aproximadamente en el 6000 a. C. alcanza su nivel actual.[10]) Periodo húmedo en el Sáhara desde el 12 800 a. C. hasta el 3500 a. C. aproximadamente.[11]
- Comienzo de la revolución neolítica.[12] La agricultura apareció en diversas regiones del globo entre 10 000 y 8000 a. C.[13] La Tierra está afectada por una serie de cambios climáticos radicales que han hecho importantes efectos sobre las comunidades humanas. Las temperaturas en que se elevan provocan el deshielo de los glaciares y permiten a la flora y a la fauna ocupar territorios hasta entonces inhóspitos. Los desiertos, que ocupaban más de la mitad de las superficies entre los trópicos, retroceden porque el agua liberada por los glaciares ocasiona lluvias abundantes. Las condiciones de vida resultan más dulces y los recursos de alimento son más abundantes y más variadas, lo que favorece poblaciones más numerosas, más agrupadas y más fácilmente sedentarias. Los hombres comienzan a domesticar ciertos animales, y descubren el interés de la agricultura que permite alimentarse de modo menos aleatorio que la caza y la recolección. El desarrollo de comunidades agrícolas especializadas va provocar la investigación acerca de la necesidad de almacenaje (cerámica, cestería) y de las demandas en los intercambios comerciales (trueque, primeras monedas de intercambio, productos de lujo, obsidiana, piedras semi-preciosas).

## Acontecimientos
- 15 000-10 000 a. C.: Se inicia el poblamiento de Colombia.[14]
- 10 000 a. C.: 
  - Empleo del fuego para transformar el entorno, es decir, quemar la maleza y producir otro tipo de vegetación, y así mismo atraer aves y otros animales. Cazadores-recolectores de Asia Menor cosechan cerales silvestres con hoces de piedra.[15]
  - Inicio del Mesolítico. El cambio climático derrite capas de hielo en el norte del continente americano. Final de un período glacial.
  - Los objetos de cerámica de la cultura jomon están hechos por el método de superposición de anillos cilíndricos, decorados por impresión de cuerdas y esteras, y cocidos en horno abierto a baja temperatura.[15]
  - Primeras pinturas en cuevas del periodo mesolítico, con escenas religiosas, de caza y de guerras.
  - Se cultiva la calabaza y se utiliza como recipiente para agua y alimentos.
  - Se extinguen más de veinte especies americanas, entre ellas el mamut, el mastodonte, el caballo y el camello. Posiblemente la caza excesiva haya sido una de las causas.[15]
  - Surge en Japón la cultura jomon; sus principales señas de identidad: objetos de cerámica muy elaborados y sofisticadas chozas.[15]
  - Termina la glaciación Würm III y empiezan los varios siglos de la Oscilación de Allerod (hasta fines de este milenio), de clima templado parecido al actual. Grandes inundaciones debido al derretimiento de glaciares. Todavía falta una última ola de frío (Würm III -subdivisión para Alemania- , entre el 9000 y el 8000 a. C.), mucho más débil que las anteriores.
- 9700 a. C.: en Canadá se vuelve a crear el lago Agassiz (actualmente desaparecido), más grande que el mar Caspio.
- 9600 a. C.: termina el periodo frío Younger Dryas. Grandes zonas con hielos eternos vuelven a ser habitables.
- 9600 a. C.: termina el Pleistoceno y empieza el Holoceno.
- 9600 a. C.: termina el periodo paleolítico y empieza el mesolítico.
- En la costa del mar Caspio (Asia) se utilizan cuevas para habitación humana.
- En España, Francia, Suiza, Bélgica y Escocia se desarrolla la cultura aziliense (cultura de los guijarros pintados).
- En Francia se desarrolla la cultura magdaleniense y crea pinturas rupestres en cuevas.
- Solutré (Francia) empieza la cacería de caballos salvajes.
- En Egipto aparecen las hoces y los morteros para cereales; los pobladores cazan, pescan y recolectan usando herramientas de piedra.
- Japón: la cultura jomon utiliza cerámica, aprenden a pescar, cazar y recolectar granos, nueces y semillas comestibles. Actualmente se conocen 10000 sitios arqueológicos.
- En Irak, existen tres o más grupos lingüísticos, incluidos los sumerios y los pueblos semíticos, que podrían compartir una forma de vida y una política.
- En Irak, los pobladores recolectan trigo salvaje y cebada; posiblemente los utilizan para crear cerveza.
- En Randaberg (Noruega), algunos seres humanos dejan trazas.
- En Persia aprenden a domesticar la cabra.
- En el Sahara sucede el periodo Bubalus.
- 9500 a. C.: en Turquía hay evidencia de cosechas ―aunque no necesariamente cultivos― de cereales salvajes.
- 9500 a. C.: en Göbekli Tepe empieza la primera fase de edificación de un grupo de templos que aún sobreviven y son considerados los más antiguos del mundo.
- 9300 a. C.: en el valle del río Jordán se cultivan higos.[16]
- 9000 a. C. (o antes): en Jericó (Israel), se comienzan a construir las primeras paredes de piedra (viviendas y posiblemente un templo).
- 9000 a. C.: en la zona desde Siria hasta Irak empieza la cultura neolítica. Los seres humanos aprenden a domesticar la oveja.
- 9000 a. C.: en el continente americano finaliza el período paleoindio, durante el cual se cazaban animales que ya no existen, como mastodontes, megaterios o milodontes.
- 9000 a. C.: la pampa sudamericana comienza a poblarse.
- 9000 a. C.: en la Cueva de las Manos (Patagonia argentina) varios adultos antepasados de los tehuelches pintan animales en las paredes. Hacia el 550 a. C. grabarán la imagen negativa de sus manos (esténcil aerográfico) y hacia el 180 a. C. la imagen positiva de las manos (apoyándolas pintadas).
- 9000 a. C.: terminan los varios siglos de la Oscilación Allerod, de clima templado parecido al actual. Comienza una última ola de frío (Würm IV, entre el 9000 y el 8000 a. C.), mucho más débil que las anteriores.
- 9000-1500 a. C.: Periodo arcaico, en que los seres humanos son cazadores, pescadores, recolectores y domesticadores de animales.

## En la cultura popular
- 10000 a. C.: época del calendario holoceno inventado por Cesare Emiliani en 1993. De esta manera, el año 2011 d. C. sería el 12011 HE).
- 10000 a. C.: época de la película 10 000 a. C. y del videojuego Far Cry Primal.
- 10000 a. C.: escena de las novelas de Opar de Philip José Farmer: Hadon of Ancient Opar y Flight to Opar.
- 9564 a. C.: en el medio del océano Atlántico se destruye y hunde el continente Atlántida, según afirmaciones de Madame Blavatsky (sin ningún tipo de evidencia).
- 9500-9000 a. C.: en Asia Menor (Turquía) o el Levante fértil vive la mujer que será el origen del haplogrupo J, según el libro The seven daughters of Eve (Las siete hijas de Eva), de Bryan Sykes.